# 渡辺理奈恵
渡辺 理奈恵（わたなべ りなえ、1986年1月6日 - ）は、元四国放送アナウンサー。
学生時代は日本テレビのインターネット動画配信サービス『第2日本テレビ』の第5期専属女子アナウンサー。

## 経歴
- 1986年1月6日、東京都出身。成城大学文芸学部卒業。
- 大学では映像シナリオ研究会に入部。おもにミュージッククリップの監督を務める。
- 映画好きが高じて、ラジオ番組の中で映画のサントラのみを流すリーナdeシネマを作っていた。
- 成城大学在学中の2007年8月に日本テレビ放送網のインターネットコンテンツである『第2日本テレビ』が募集した第5期専属女子アナウンサーオーディションに合格し、就任。
- 専属女子アナウンサーとして、第2日本テレビの様々な番組コンテンツに登場する一方で、地上波の『Oha!4 NEWS LIVE』（日本テレビ）の女子大生アシスタント『Oha!4 JD』のメンバーとしても活動。また、『もっと!Oha!4 JD隊』ナンバー7として野口恵（その後西日本放送アナウンサー）、平松千花（その後テレビ山梨アナウンサー）らと共に日テレプラスで放送された『もっと!Oha!4 JD隊』にも出演した。
- 2008年9月に大学在学中のまま、四国放送に入社。同期は井手麻実（現：青森テレビ）。
- 入社と同時に四国放送のローカルニュース番組『5時からローカル ゴジカル!』のメインキャスターとしてデビュー。
- 2011年3月、四国放送を退社。

## 人物
- 成城大学在学中の2006年に1年間休学し、北京語言大学に留学した経験がある。それもあり、中国語と台湾語を話すことが出来る。
- テクノ好きを公言しており、プロフィールにも趣味はテクノと明記されていた。

## 過去の出演番組

### テレビ
四国放送時代
- 5時からローカル ゴジカル!（2008年9月29日 - 2011年3月29日）

学生時代
- デジタルの根性（日本テレビ、2007年8月 - 2007年11月）
- Oha!4 NEWS LIVE（日本テレビ）Oha!4 JD 火曜日担当2007年8月 - 2008年8月）
- もっと!もっと!Oha!4 JD隊(日テレプラス、2007年8月 - 2008年8月)

### ラジオ
四国放送時代
- バンリク（木曜日担当、2010年4月 - 2011年3月）